# Humbligny
Humbligny település Franciaországban, Cher megyében. Lakosainak száma 182 fő (2022. január 1.). Humbligny La Chapelotte, Henrichemont, Montigny, Morogues, Neuilly-en-Sancerre, Neuvy-Deux-Clochers és Saint-Céols községekkel határos.

## Népesség
A település népessége az elmúlt években az alábbi módon változott:
| Lakosok száma | 268  | 221  | 189  | 194  | 188  | 193  | 190  | 182  | 187  | 182  |
|               | 1968 | 1982 | 1990 | 2006 | 2013 | 2015 | 2017 | 2019 | 2020 | 2022 |